# Steve Simoni
Steve Simoni (Haileybury, Ontario, 1967. január 25. –) kanadai profi jégkorongozó.

## Pályafutása
Komolyabb junior karrierjét az Ontario Hockey League-es Ottawa 67's-ben kezdte. Első évében eljutottak a Memorial-kupa döntőbe, ahol azután győztek is. Ez volt junior pályafutásának legnagyobb sikere. Az Ottawa 67's-ben 1987-ig játszott, mert ekkor elcserélték a Cornwall Royals-ba. A National Hockey League draftra nem került be és a ligában sem játszott soha. Egy év szünet után a University of Ottawa egyetemi csapatában játszott egy évet. 1991-ben egy mérkőzésen bemutatkozhatott a kanadai jégkorong-válogatottban. 1992-től 1997-ig a CHL-es Oklahoma City Blazers játékosa volt. legjobb éve az utolsó volt: ekkor 39 gólt ütött és 65 pontot szerzett. 1996–1997-ben egy ligával feljebb léphetett, az IHL-be ám 18 mérkőzés után visszakerült a CHL-be. Utolsó profi idénye az 1997–1998-as év volt. Ekkor még az Oklahoma City Blazersben szerepelt majd rövid kitérőre Európába, Németországba ment játszani a második ligába.

## Díjai
- J. Ross Robertson-kupa: 1983
- Memorial-kupa: 1983